# Distretto di Eruh
Il distretto di Eruh (in turco Eruh ilçesi) è uno dei distretti della provincia di Siirt, in Turchia.